# لوکو دی مارسی
لوکو دی مارسی (به ایتالیایی: Luco dei Marsi) یک کومونه در ایتالیا است که در استان لاکویلا واقع شده‌است. لوکو دی مارسی ۴۴٫۶۱ کیلومتر مربع مساحت و ۶٬۰۳۷ نفر جمعیت دارد و ۶۸۰ متر بالاتر از سطح دریا واقع شده‌است.

## خواهرخوانده
شهر استن، فرانسه خواهرخواندهٔ لوکو دی مارسی هست.